# GSC2714-1080
GSC2714-1080 — хімічно пекулярна зоря спектрального класу A5, що має видиму зоряну величину в смузі V приблизно  9,9.